# Dom woskowych ciał
Dom woskowych ciał (ang. House of Wax) – amerykańsko-australijski horror z 2005 roku w reżyserii Jaumego Colleta-Serry. Stanowi remake klasycznego horroru Gabinet figur woskowych (1953). Zdjęcia kręcono w australijskim Queensland.

## Zarys fabuły
Film opowiada o grupie młodych ludzi, którzy wybierają się na mecz footballu, ale wskutek zbiegu okoliczności trafiają do miasteczka, w którym znajdują ludzi z wosku. Przyjaciele myślą, że figury są sztuczne, kiedy tak naprawdę znaleźli ludzi, których żywcem zalano woskiem.

## Opinie i nagrody
Film otrzymał bardzo nieprzychylne opinie krytyków, aczkolwiek zdarzały się również głosy pozytywne (w Polsce np. Michała Libery). Krytykowana była przede wszystkim drugoplanowa rola Paris Hilton – niektórzy złośliwie stwierdzali, że dziewczyna nie potrafiła zagrać nawet postaci do niej podobnej (w tym przypadku rozpustnej dziewczyny). Hilton za swoją rolę otrzymała Złotą Malinę jako najgorsza aktorka drugoplanowa, film nominowany był także w kategoriach najgorszy film i najgorszy remake bądź sequel. Dom woskowych ciał został natomiast doceniony przez młodych widzów amerykańskich, którzy przyznali mu nominację do MTV Movie Awards w kategorii najlepsza scena przerażenia (Hilton) oraz trzy Teen Choice Award w kategoriach: thriller, aktor w filmie akcji, przygodowym bądź thrillerze (Chad Michael Murray) oraz scena z krzykiem (z udziałem Paris Hilton).

## Obsada
- Elisha Cuthbert jako Carly Jones
- Chad Michael Murray jako Nick Jones
- Paris Hilton jako Paige Edwards
- Brian Van Holt jako Bo/Vincent
- Jared Padalecki jako Wade
- Jon Abrahams jako Johnson Chapman
- Robert Ri’chard jako Blake
- Damon Herriman jako Lester
- Dragicia Debert jako Trudy Sinclair
- Murray Smith jako dr Sinclair